# Paare, Passanten
Paare, Passanten ist eine Prosasammlung von Botho Strauß, die im Jahr 1981 erschien, in dem auch das nicht nur strukturell ähnliche Theaterstück Kalldewey, Farce in Buchform veröffentlicht wurde.

## Form und Inhalt
Das Buch enthält Gedanken- und Beobachtungsskizzen, Fragmente, Gedankensplitter, Aphorismen, Alltagsbeobachtungen und essayistische Betrachtungen. Es ist in sechs Kapitel unterteilt:
- Paare
- Verkehrsfluss
- Schrieb
- Dämmer
- Einzelne
- Der Gegenwartsnarr

Strauß nimmt insgesamt die Position eines analysierenden, reflektierenden und kommentierenden Betrachters ein, intellektuell und durchdringend. Am deutlichsten wird dies im ersten Teil, in dem er Paare beschreibt, die er – wie ein Flaneur – beobachtet.
Im dritten Teil, Schrieb, ist es der Schriftsteller, über dessen Bedeutung und Haltung in der Postmoderne Strauß sich Gedanken macht – inklusive der Absage an das dialektische Denken mit dem zentralen Satz: Ohne Dialektik denken wir auf Anhieb dümmer; aber es muss sein: ohne sie!. Im fünften Abschnitt ist es der Einzelne, den er an den Anfang des Abschnitts stellt, Alkoholiker, Drogendealer, der Schuhmacher im Kaufhaus: der Einsamkeits-Kasper als Prototyp.
In der Summe dieses Kaleidoskops entsteht ein Bild der Gemütsverfassung in der Bundesrepublik Deutschland zu Beginn der 1980er Jahre: der Beziehungsmarkt, in dem in Netzwerken eingebundene hedonistische Gegenwartsfreaks vorherrschen: scheinbar frei, tatsächlich aber nur selbstvergessen.
Der formale Aufbau erweckt zusätzlich den Eindruck einer Gesellschaft, die nur noch aus Impressionen besteht, ein Trümmerfeld ohne Zusammenhang und Lebensdauer. Das Buch wurde schnell zu einem Kulttext des Kulturpessimismus.

## Rezeption
„Paare, Passanten“ wurde von der Literaturkritik als bedeutende Neuerscheinung behandelt. In der FAZ schrieb Günter Blöcker: „Dieses schmale Buch ist in Wahrheit ein Schwergewicht.“ Strauß verfüge darin über einen Ton „der Reinheit und dringlichen Aufrichtigkeit, der in der gegenwärtigen deutschen Literatur ohne Vergleich ist“. Zum Vergleich zieht der Rezensent den französischen Schriftsteller Albert Camus heran und bezeichnet Strauß als „deutschen Camus der achtziger Jahre“. Im stern wurde kritisch angemerkt, dass die Ansammlung kurzer Texte am Ende ein „Sammelsurium“ ergebe. In der Einleitung zum Reclam-Jahresüberblick „Deutsche Literatur 1981“ betrachtet Volker Hage den Band dagegen als Glücksfall: „knappe Textblöcke, sorgsam komponiert, von berauschender analytischer und stilistischer Brillanz“. Strauß ziehe in „Paare, Passanten“ eine bittere Bilanz der Gegenwart, seine Kulturkritik sei ätzend, doch bei aller Boshaftigkeit ohne Spott: Er sei „kein Wächter, der sich erhaben weiß“.
Es gibt auch Stimmen, die „Weiblichkeitsmythen“ und die „Glorifizierung des Androgyn-Kindlichen“ untersuchen. So sind Karin Bauer und Brigitta Huhnke der Ansicht, dass sich „Hass“ und „Ressentiment“ gegenüber Frauen durch das Buch zögen.